# Les Bordes (Yonne)
Les Bordes település Franciaországban, Yonne megyében. Lakosainak száma 553 fő (2022. január 1.). Les Bordes Malay-le-Grand, Dixmont, Noé, Vaumort, Véron és Villeneuve-sur-Yonne községekkel határos.

## Népesség
A település népességének változása:
| Lakosok száma | 543  | 546  | 559  | 551  | 547  | 542  | 538  | 539  | 553  |
|               | 2013 | 2015 | 2016 | 2017 | 2018 | 2019 | 2020 | 2021 | 2022 |